# Derek Shepherd
 (novembre 2020).
Si vous disposez d'ouvrages ou d'articles de référence ou si vous connaissez des sites web de qualité traitant du thème abordé ici, merci de compléter l'article en donnant les références utiles à sa vérifiabilité et en les liant à la section « Notes et références ».
Derek Christopher Shepherd, surnommé parfois Dr Mamour  (Mc Dreamy dans la version originale - Mc Charmeur dans la traduction des sous-titres), est un chirurgien de fiction mis en scène dans la série télévisée américaine Grey's Anatomy et interprété par l'acteur Patrick Dempsey.
Le Dr Shepherd est un neurochirurgien de très bonne réputation, titulaire en neurochirurgie à l'hôpital Seattle Grace. Il a cependant une vie privée trouble, entretenant une relation particulière avec Meredith Grey, une interne appelée à travailler parfois sous ses ordres, qui deviendra sa femme et avec qui il aura trois enfants.
Le personnage meurt à la fin de la saison 11 à la suite d'un accident de voiture et de mauvaises décisions de ses médecins. Brillant neurochirurgien, il termine en état de mort cérébrale avant d'être débranché  en présence de sa femme.

## Épisodes notables
Ces épisodes sont centrés sur Derek ou sont par ailleurs très instructifs sur sa vie.
- Troublantes Révélations (1x08)
- Chacun ses secrets (1x09)
- Surveillance rapprochée (2x01)
- Sous surveillance (3x06)
- La Tête haute (5x12)
- Quand le cœur s’emballe (5x14)
- L'Intervention… (5x15)
- Les complications... (2x16)
- …Et tout dérape ! (5x16)
- À chacun son drame (5x18)
- L’Heure de la rébellion (6x07)
- Avec ou sans enfants? (6x19)
- À fleur de peau (6x21)
- Je l'aime... (6x23)
- … je l'aimais (6x24)
- Une boucherie ! (8x15)
- Cœurs brisés (5x15)
- Le vent tourne (8x24)
- Tout ce qu'on a perdu (9x01)
- Souviens-toi (9x02)
- La Page manquante (11x04)
- Sauver des vies (11x21)

 Les épisodes correspondent tous à des épisodes de la série Grey's Anatomy à l'exception de ceux en gras qui correspondent à des épisodes de la série Private Practice.

## Histoire du personnage
Le personnage de Derek Shepherd apparaît dans 245 épisodes de l'univers de Grey's Anatomy : 242 fois dans la série mère et 3 fois dans Private Practice.
Il est à noter que deux de ses apparitions dans la série mère sont d'anciennes scènes modifiées et intégrées dans une scène d'un épisode des saisons 13 et 15, l'acteur n'étant même pas crédité. 

### Saison 1
Dans la première saison de Grey's Anatomy, il tombe très amoureux de Meredith Grey, une femme avec qui il a eu une histoire d'un soir et qui se révèle être une interne dans le même hôpital. En tant que supérieur hiérarchique, il n’a pas le droit de sortir avec elle. Malgré ça, il continue de lui faire du charme de toutes les façons possibles, jusqu’à ce qu'elle cède dans le cinquième épisode et qu'ils vivent une histoire sérieuse. Ils sont très bien ensemble. 
Dans le dernier épisode de la saison, le chef du service de chirurgie Richard Webber découvre leur histoire et essaie de convaincre Meredith de rompre, ce qu'elle refuse. L’épisode se termine sur l'arrivée devant le couple de la femme de Derek, Addison.

### Saison 2
Au début de la saison 2, Derek fait tout pour récupérer Meredith et fuir Addison, qui est là « officiellement » pour un cas chirurgical, mais également pour le récupérer. Meredith apprend qu’Addison a trompé Derek avec son meilleur ami Mark Sloan, un chirurgien plasticien de très bonne renommée. Après cette révélation, Meredith lance un ultimatum à Derek : il divorce ou c’est fini.
Malgré son amour pour Meredith, il refuse de divorcer. Il est désagréable avec sa femme, surtout qu’un beau jour Sloan débarque à l’hôpital pour faire revenir Addison et y reste un certain temps pour traiter un cas.
Meredith sortant avec un autre homme, Dr Finn Dandridge, vétérinaire, Shepherd avouera sa jalousie lors du dernier épisode, ce qui renouera leur relation.

### Saison 3
Au début de la saison 3, Shepherd demande à Meredith de choisir entre Finn et lui, lui précisant qu'il l'aime depuis le premier jour. Il lui conseille par la suite de choisir Finn par crainte de ne pas être capable de la rendre heureuse lui-même.
Ils finissent par se remettre ensemble.
Sloan est engagé à l'hôpital. Meredith l'ayant choisi, Derek la voit lui échapper à nouveau à la suite d'un accident grave ayant entraîné une hypothermie sévère chez Meredith.

### Saison 4
Au début de la saison 4, ils se remettent ensemble. Ils rompent à nouveau après que Shepherd ait embrassé une infirmière, avec qui il sortira. Il renoue des contacts professionnels avec Grey et reprend avec elle quand elle lui fait une surprise chez lui, lui demandant d'être le père de ses enfants.

### Saison 5
Derek vient vivre chez Meredith, puis la mère de Derek débarque à Seattle et confie à Derek que Meredith est celle qu'il lui faut. Il projette de la demander en mariage mais il s'éloigne d'elle à cause de la mort d'une patiente. Il la rejette quand elle essaye de l'aider et finit par jeter la bague de sa mère destinée à Meredith dans les bois sous ses yeux. Apprenant qu'Izzie a une tumeur au cerveau, Meredith convainc Derek d'opérer son amie. Après l'opération qui est un succès, Derek demande Meredith en mariage dans leur ascenseur. Ils font finalement un mariage sur un "post-it" au dernier épisode de la saison. Ils finissent par apprendre la mort brutale de l'ami de Meredith, George O'Malley.

### Saison 6
Il vit toujours avec Meredith, ils sont très heureux ensemble. Plus tard, il deviendra chef de la chirurgie remplaçant ainsi le Dr Richard Webber parti en désintoxication. Il fait face aux difficultés de son nouveau poste qu’il surmontera grâce à l’aide de sa femme et du Dr Bailey. Dans le dernier épisode de la saison, Derek se fait tirer dessus à l’hôpital par un fou, ainsi que les Dr Alex Karev, Reed Adamson, Charles Percy et Owen Hunt, mais il survit. En tentant de sauver Hunt, Meredith fait une fausse couche. Derek survivra grâce à Cristina et à Jackson qui l'ont opéré.

### Saison 7
Après son opération, Derek décide de démissionner en tant que chef. Par la suite il apprend que sa femme Meredith a fait une fausse couche et tient à ce qu'ils recommencent. Ils auront finalement du mal à concevoir renforçant leur couple à vouloir un enfant. Chose étrange puisqu'il se rapprochera de Christina en l'aidant sur son traumatisme en allant à la pêche. Derek se met alors dans la tête un essai pour guérir la maladie d'Alzheimer, se sentant en devoir de guérir Meredith si jamais elle en avait hérité. Avec Meredith qui a son traitement sur la fertilité et son problème de vue elle fera tout de même l'essai avec son mari où un nouveau patient inattendu débarque, Adèle. Après une déception du traitement de fertilité, ils se décident à adopter. Un coup de foudre se fait avec Zola une petite fille malade et Derek qui convaincra Meredith de l'adopter. Averti par Karev de la falsification sur l'essai de Shepherd par Meredith, le Dr. Webber doit la suspendre quelques jours. Derek se sent alors trahi et ne lui pardonne pas alors même qu'ils reçoivent la garde de Zola.

### Saison 8
Derek n'a toujours pas pardonné à Meredith pour les essais cliniques et fait tout pour s'éloigner d'elle. Mais il avoue à Mark qu'il est toujours amoureux de Meredith. Le couple finit par se réconcilier. Plus tard, il fait en sorte que Mark et Lexie se remettent en couple car il sait qu'ils sont faits l'un pour l'autre. À la fin de la saison, Derek est victime d'un crash d'avion. Lorsqu'il entend Meredith hurler son nom, il est prêt à détruire sa main coincé dans une porte. Plus tard, il masque sa tristesse lorsqu'il apprend par Meredith que Lexie est décédée des suites de ses blessures...

### Saison 9
Derek et Callie veillent sur la santé de Mark qui est dans le coma depuis trente jours. Ils respectent sa décision de le débrancher. Mark meurt sous les yeux de Derek et Callie. Ces deux chirurgiens sont bouleversés. Dans un même temps, il n'arrive plus à opérer à cause de ses engourdissements dans sa main...mais il pourra compter sur le soutien de sa femme Meredith. Callie cherche à réparer sa main.
C'est dans cette saison que Derek devient papa d'un petit garçon Bailey Grey Shepherd qui va naître à la fin de la saison 9.

### Saison 10
Il partage sa nouvelle vie de parent avec Meredith. Callie, qui a été trompée par Arizona, s'installe chez eux avec Sofia. Meredith aurait voulu commencer un projet de recherches mais elle veut être présente pour ses enfants et ne pas se comporter comme sa propre mère. Derek lui promet alors de s'occuper de Zola et Bailey le temps de son projet (Elle veut imprimer à l'aide d'une imprimante 3D des veines portes pour des greffes). Dans l'épisode 12 (Get up, Stand up), Derek reçoit un appel du Président des États-Unis en plein milieu du mariage d'April Kepner et de Matthew. Il décide ensuite de collaborer avec eux sur un projet de cartographie du cerveau ce qui agacera beaucoup Meredith. Il finit par négocier avec la Maison Blanche l'intégration de Callie dans le projet, cette dernière souhaitant lui coller un procès.

### Saison 11
Derek part travailler à Washington après de nombreuses disputes avec Meredith. Absent durant plusieurs épisodes, il fait son grand retour quand il se rend compte que sa vie doit être aux côtés de sa femme et de ses enfants. Il recommence à travailler au Grey Sloan Memorial Hospital sous les ordres de sa sœur. Il doit malheureusement repartir pour Washington pour démissionner, Meredith a peur qu'il ne revienne pas et Derek lui dit de l'attendre et de ne pas bouger (on a ici un parallèle avec le dernier épisode la saison 4). Alors qu'il part voir le président, il se retrouve dans les embouteillages, il décide de passer par une autre route où il assiste à un accident. Il répète son mantra : "c'est une belle journée pour sauver des vies" et porte secours aux blessés. Les ambulances arrivent et lui repart, mais il est alors lui-même victime d'un accident. Il est ensuite transféré dans un hôpital qui n'est pas un centre de traumatologie. Les médecins ne prennent pas les bonnes décisions et par manque de compétences et de connaissances, l'état général de Derek se détériore rapidement. Il est victime d'un grave traumatisme crânien, il peut entendre les chirurgiens tenter de le sauver, mais ne peut pas parler. Sur la table d'opération, les chirurgiens réalisent l'ampleur de leur erreur : ils n'ont pas demandé de scan cérébral et Derek est en hémorragie cérébrale. Le neurochirurgien de cet hôpital n'a pas pu arriver dans les délais prévus et finit par déclarer le Dr. Derek Shepherd en état de mort cérébrale. La dégradation de son état fait qu'aucun de ses organes n'est assez viable pour en faire un don. Meredith prendra la décision de cesser tout acte médical curatif et assistera, seule, à son décès. À la fin de la saison, on apprend que Meredith est enceinte de lui, elle donne naissance à une petite fille prénommée Ellis, comme sa mère.

### Saison 17
Derek revient dans la saison 17 auprès de Meredith dans un rêve. Alors que Meredith, plongée dans le coma, se bat contre le Covid-19, elle rêve de Derek et elle sur la plage pensant que c'est la fin. Cependant, Derek l'informe que ce n'est pas l'heure de partir et Meredith se réveille laissant Derek sur la plage.

## Relation avec les autres personnages

### Addison Forbes-Montgomery
Addison apparaît dès le début de la série. Elle est la femme de Derek qu'il a quitté après avoir surprise cette dernière au lit avec son meilleur ami, Mark Sloan. Elle décide de le rejoindre à Seattle afin d'essayer de récupérer son mari. Cela semble marcher un temps mais Addison ne se fait pas de fausses idées. Derek se voile la face en pensant un temps pouvoir recoller les morceaux. Il demande alors le divorce pour pouvoir vivre avec Meredith.

### Meredith Grey
D'abord simple coup d'un soir, Meredith se révèle être la femme de sa vie et leurs ruptures le font souffrir.
Ils se séparent au début de la Saison 2, à cause de l'arrivée d'Addison, la femme de Derek, puis couchent ensemble à la fin de la saison dans une salle de consultation lors du bal organisé pour la nièce du chef.
Ils se remettront ensemble au cours de la saison 3 et se sépareront une fois de plus dans la saison 4 pour se remettre définitivement ensemble dans le dernier épisode de la saison, ils finiront par se fiancer et se marier sur un post-it dans la saison 5.
Dans le début de la saison 7, Derek apprend que Meredith était enceinte lors de la prise d'otage et a perdu le fœtus, ils décident alors de tout faire pour avoir un bébé et ont recours à un traitement hormonal.
Ils seront en froid pendant quelques épisodes dans la saison 7 du fait que Meredith ait trafiqué l'essai clinique. La garde de leur fille adoptive arrangera les choses.
Dans le dernier épisode de la saison 9, Meredith accouche de leur petit garçon, Bailey (en hommage au Docteur Miranda Bailey qui a soigné la grave hémorragie splénique de Meredith lors de son accouchement).

### Mark Sloan
Mark est le meilleur ami de Derek et cela depuis de longue date, déjà enfant. Mais Mark perd l'amitié de Derek après avoir été surpris par ce dernier en train de coucher avec sa femme, Addison. Au fil de la série, Mark récupérera l'amitié de Derek. Il décédera dans le début de la saison 9 des suites de ses blessures du crash d'avion, ce qui provoquera une grande peine pour Derek.

### Richard Webber
Richard est celui qui a engagé Derek au Seattle Grace Hospital après qu'il eut quitté Addison. C'est pour lui une sorte de mentor et un ami. Richard aide a de nombreuses reprises le Dr Shepherd, notamment lors de la saison 5 (après la perte de sa patiente) et après le crash de l'avion (saison 8), lors du décès de Mark Sloan. Il explique au comité de direction, lors de l'essai clinique sur l'Alzheimer, qu'il a interverti le placebo et le traitement devant être administré à sa femme, tout cela dans le but de disculper Meredith.

### Zola (fille)
Zola est une enfant orpheline, que le couple Meredith et Derek adopte dans la saison 7. Après leur rupture, la garde de la fillette sera remise en cause. Alex Karev va alors tout faire pour qu'ils la gardent et ainsi se faire pardonner d'avoir dénoncé Meredith. Dans la saison 8, ils récupèrent leur fille.

### Bailey (fils)
À la fin de la saison 9, Derek Shepherd et Meredith Grey deviennent les parents d'un petit garçon, nommé Bailey, en hommage au Dr Bailey qui a sauvé la vie de Meredith lors de son accouchement.

### Ellis (fille)
Ellis est née à la fin de la saison 11 après la mort de Derek. Celle-ci ne connaîtra donc jamais son père.

### Amelia Shepherd
Elle est la sœur de Derek. Ils ont une relation compliquée car il lui en veut d'avoir fait souffrir leur mère. Cependant, Derek la traite toujours comme une petite étudiante, ce qui rendra leur relation chaotique. Elle s'installera chez lui avec Meredith. Derek lui avouera qu'il ne veut pas qu'elle parte et qu'elle est sa sœur préférée.